# Shimano Racing Team/Saison 2013
Dieser Artikel listet Erfolge und Fahrer des Radsportteams Shimano Racing Team in der Saison 2013 auf.

## Erfolge in der UCI Asia Tour
| Datum    | Rennen                   | Kat. | Sieger         |
| -------- | ------------------------ | ---- | -------------- |
| 24. März | 7. Etappe Tour de Taiwan | 2.1  | Hayato Yoshida |

## Abgänge – Zugänge
| Zugänge                         | Team 2012          | Abgänge              | Team 2013         |
| ------------------------------- | ------------------ | -------------------- | ----------------- |
| Hayato Yoshida                  | Bridgestone Anchor | Yoshimitsu Hiratsuka | Aisan Racing Team |
| Masahiko Yasui                  | Neoprofi           | Takayuki Abe         | Team Ukyo         |
| Hiroki Nishimura (ab 15. April) | Neoprofi           | Kazutaka Fukao       | Unbekannt         |
|                                 |                    | Masahito Nakakura    | Unbekannt         |

## Mannschaft
| Name             | Geburtstag       | Nationalität |
| ---------------- | ---------------- | ------------ |
| Kazuki Aoyanagi  | 21. Februar 1989 | Japan        |
| Yūsuke Hatanaka  | 21. Juni 1985    | Japan        |
| Shōtarō Iribe    | 1. August 1989   | Japan        |
| Masato Izutsu    | 21. Mai 1981     | Japan        |
| Hiroki Nishimura | 20. Oktober 1994 | Japan        |
| Ryōma Nonaka     | 22. Juli 1989    | Japan        |
| Yuzuru Suzuki    | 6. November 1985 | Japan        |
| Masahiko Yasui   | 10. Mai 1989     | Japan        |
| Hayato Yoshida   | 19. Mai 1989     | Japan        |